# フレッチ/殺人方程式
『フレッチ/殺人方程式』（フレッチ/さつじんほうていしき 原題：Fletch）は、1985年制作のアメリカ合衆国のコメディ映画。
1977年にエドガー賞 処女長編賞を受賞したグレゴリー・マクドナルド原作のミステリ小説を映画化したもの。チェビー・チェイス主演によりコミカルな内容に変更されている。続編『フレッチ登場!/5つの顔を持つ男』も制作された。また、2022年にはキャスト・スタッフを変更して原作シリーズの第2巻を映画化した『フレッチ/死体のいる迷路』が制作された。

## あらすじ
新聞記者のアーウィン・フレッチャー・通称“フレッチ”はある日、アラン・スタンウィックという男から話を聞くだけで1000ドルという、うまい話を持ちかけられる。話を聞くと、何と1週間後に自分を殺してくれたら5万ドルを払うというものであった。自分は末期ガンで余命いくばくもないので、苦しむことなく死にたい、自殺では妻のゲイルに多額の保険金が払われないからという理由だった。
一応その申し出を承諾して彼の周囲を調べてみたフレッチは案の定、アランはガンになっていなかった事を突き止める。次にゲイルに接近し、彼女がアランの両親と一度も会っていないことを聞き出し、さらにアランが広大な土地を300万ドルで購入したことも突き止めた。さらにアランの身辺を洗ったフレッチはとんでもない陰謀を知る。

## キャスト
- アーウィン・フレッチャー“フレッチ”：チェビー・チェイス
- ジェリー・カーリン署長：ジョー・ドン・ベイカー
- アラン・スタンウィック：ティム・マシスン
- ゲイル・スタンウィック：ダナ・ウィーラー＝ニコルソン
- フランク：リチャード・リバティーニ
- ラリー：ジーナ・デイヴィス
- ドーラン医師：M・エメット・ウォルシュ
- ファット・サム：ジョージ・ウェント
- カリーム・アブドゥル＝ジャバー

※日本語吹替は、1986年に公開されたJAL機内上映版が存在する。